# 피아트 2B
피아트 2B(Fiat 2B) 또는 피아트 티포 2B(Fiat Tipo 2B)는 이탈리아의 제조사 피아트에서 1912년부터 1920년까지 생산한 자동차이다.
티포 2B는 2815 cc 4기통 사이드 밸브 모노블록 엔진을 탑재했으며, 80 mm 보어, 140 mm 스트로크, 4.2:1의 압축비를 가진다. 이 엔진은 1800 rpm에서 28 마력을 생산한다. 이 모델의 표준 타이어는 815X105이다. 티포 2B는 4단 기어박스를 갖추고 있으며, 공장 출고 시 최고 속도는 70 km/h (43 mph)/75 km/h (47 mph)이다.
초기 티포 2B 차량은 각진 라디에이터 셸을 가졌으나, 후기 생산 모델은 더 높고 배 모양의 라디에이터 셸을 가졌다.
다양한 차체 스타일을 장착할 수 있도록 준비된 티포 2B의 공장 출고 섀시는 760 킬로그램 (1,680 lb)의 무게였다.
1912년부터 1914년 사이에 2,332대가 생산되었다.
티포 2B에 장착된 엔진의 피아트 모델 번호 "52B"로도 알려져 있다.
티포 2B는 피아트 모델 제로의 확장형 버전이었다.